# Chiloscyphus anisolobus
Chiloscyphus anisolobus là một loài Rêu trong họ Lophocoleaceae. Loài này được J.J. Engel & Glenny mô tả khoa học đầu tiên năm 2008.